# ミュージックヴィレッジ・ピープル
ミュージックヴィレッジ・ピープル（みゅーじっくびれっじぴーぷる）はTOKYO FMで2009年4月から2010年3月まで毎週火曜の21:30 - 21:55に放送していた携帯サイト連動型の音楽番組である。パーソナリティは古賀涼子。

## 番組の遍歴
- 2009年4月　GOLD RUSHの後を受けて、月曜と火曜の21:30 - 21:55で放送開始（水曜と木曜は別番組）。パーソナリティは月曜が古賀涼子、火曜が飛田厚史。
- 2009年9月　新番組開始に伴って月曜分の放送が終了。このクール最後の火曜の放送で古賀と飛田で番組を進行。
- 2010年1月　パーソナリティが古賀にバトンタッチ。3カ月ぶりの番組登板。
- 2010年3月　3月30日の放送をもって最終回を迎えた。

## ミュージックヴィレッジ
そもそも、「ミュージックヴィレッジ」はTOKYO FMが運営する携帯電話の音楽サイトである。その中で「TOKYO FM♪フル」「TOKYO FM♪うた」という2つの着うたフル・着うた・着メロ・着ボイスの大元でもある。
その他にも、SCHOOL OF LOCK!関連アーティスト（RIP SLYME・YUI・チャットモンチーなど）、水樹奈々や椎名へきる・松任谷由実・平原綾香などTOKYO FMでレギュラー番組を務めているパーソナリティ、石井竜也など過去のパーソナリティ、その他数多くのミュージシャンらのメールマガジンを配信している。
TOKYO FMの他にJFN全国ネットの音楽番組でも呼び込みが行われていた。
| TOKYO FM 月曜 21:30 - 21:55枠        | TOKYO FM 月曜 21:30 - 21:55枠                              | TOKYO FM 月曜 21:30 - 21:55枠                            |
| 前番組                               | 番組名                                                     | 次番組                                                   |
| ------------------------------------ | ---------------------------------------------------------- | -------------------------------------------------------- |
| GOLD RUSH （2008年10月 - 2009年3月） | ミュージックヴィレッジ・ピープル （2009年4月 - 9月）       | バッカみたい、聴いてランナイ! （2009年10月 - 2010年3月） |
| TOKYO FM 火曜 21:30 - 21:55枠        |                                                            |                                                          |
| GOLD RUSH （2008年10月 - 2009年3月） | ミュージックヴィレッジ・ピープル （2009年4月 - 2010年3月） | RADIO DRAGON （2010年4月 - 2014年3月） ※20:00 - 21:55    |